# Mascaret
Pour les articles homonymes, voir Mascaret (homonymie).

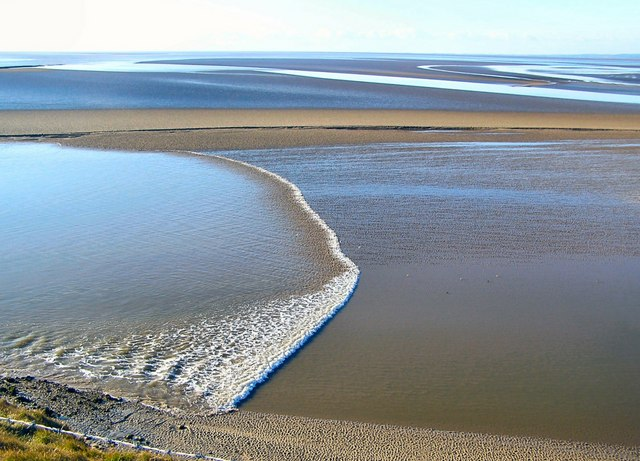
Un mascaret dans la baie de Morecambe, au Royaume-Uni.

Le mascaret est un phénomène naturel qui se produit sur près de 80 fleuves, rivières et baies dans le monde. Le phénomène correspond à une brusque surélévation de l'eau d'un fleuve ou d'un estuaire à morphologie convergente de type « hypersynchrone », provoqué par l'onde de la marée montante lors des grandes marées. Il se produit dans l'embouchure et le cours inférieur de certains cours d'eau lorsque leur courant est contrarié par le flux de la marée montante. Imperceptible la plupart du temps, il se manifeste au moment des nouvelles et pleines lunes. Les mascarets les plus spectaculaires s'observent aux embouchures du Qiantang en Chine, du Hooghly en Inde et de l'Amazone au Brésil.

## Étymologie
Antoine-Augustin Bruzen de La Martinière, dans son Grand Dictionnaire géographique et critique, écrit en 1768 : « Le flux de la Mer qui arrive deux fois en vingt-quatre heures repousse ses eaux jusqu'à St. Macaire qui est vis-à-vis de Langon à vingt-neuf grandes lieues de son Embouchure. C'est peut-être du nom de ce lieu de St. Macaire que l'on a donné le nom de Macaret à ce refoulement des eaux de la Garonne lors que le flux s'engorgeant dans son Embouchure oblige ce Fleuve à remonter impétueusement jusqu'à ce lieu. ». Hypothèse abandonnée par les lexicographes et les linguistes car elle ne repose que sur une vague ressemblance entre Macaire issu du grec Makarios et mascaret que cet auteur croit être *macaret. En réalité, le [s] de mascaret est étymologique et normalement accentué, même si cet auteur ne le prononce pas selon les habitudes de la langue d'oïl (cf. pas, mast > mât, taste > tâte, etc.).
Joan de Cantalausa, dans son Diccionari general occitan, signale que le terme est mentionné une première fois, en 1552, sous la forme masquaret à propos de la Garonne (Document Archives de la Gironde). Il s'agit d'un emprunt au gascon, dans lequel l'adjectif mascaret qui signifie « tacheté, barbouillé (couleurs) » est utilisé comme substantif pour désigner un « bœuf dont la face est tachetée de noir, de blanc et de gris », et par métaphore un « animal bondissant ». C'est un dérivé de mascar, adjectif signifiant « tacheté de noir », issu d'un terme pré-indo-européen *maskaro-, lui-même dérivé de la racine *mask- (cf. mâchurer, mascara). Le flot du mascaret évoque en effet le mouvement ondulant des bovins quand ils courent.

## Explications
Ce phénomène se caractérise par une vague, plus ou moins haute, qui remonte le cours du fleuve et dont la puissance varie en fonction de la hauteur de la marée, du débit du fleuve à ce moment et de la topographie (profondeur et largeur du lit, bancs de sable, méandres, déclivité, structure de la baie — une forme en entonnoir est indispensable, etc.). L'aménagement du fleuve peut le faire s'atténuer ou disparaître comme pour la Seine. C'est une vague, déferlante ou non, remontant le cours d'eau, s'accentuant généralement lorsque son lit se resserre.
Physiquement, le mascaret correspond à la propagation d'un ressaut le long du cours d'un fleuve ou d'un canal. On peut observer ce même ressaut hydraulique fixe et circulaire dans l'évier lorsque le robinet coule. Ce ressaut finit par se décomposer en plusieurs ondes car les vagues se déplacent plus vite lorsqu'elles sont longues. Il se termine généralement en amont en un soliton. Les lames successives suivant la première déferlante sont appelées « éteules ».
Son équivalent en météorologie est le mascaret atmosphérique, un front d'ondes de pression dans l'atmosphère souvent marqué par une ou plusieurs bandes de nuages en rouleaux, comme le Morning Glory.

## Localisation

### Amérique du Nord

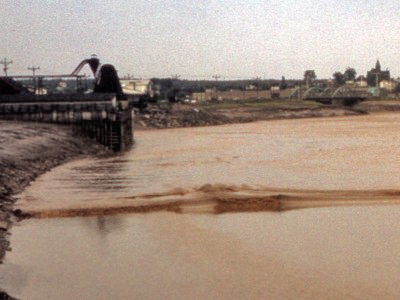
Mascaret sur la rivière Petitcodiac.

La baie de Fundy (Canada) a le record des plus hautes marées au monde, condition favorable à la formation de mascarets. Plusieurs touristes ont d'ailleurs été surpris dans les estuaires de rivières donnant sur la baie et ont perdu la vie. Deux cours d'eau se jetant dans le fond de la baie sont connus pour leur mascaret :
- la rivière Petitcodiac au Nouveau-Brunswick avait le plus important mascaret en Amérique du Nord, à environ 2 m. Après la construction d'un pont-jetée, l'ensablement de la rivière l'a réduit pendant 42 ans[7] à une onde très faible, jusqu'à ce que les vannes soient ouvertes au printemps 2010[8] dans le cadre d'un plan provincial de restauration de la rivière[9]. C'est sur cette dernière que les surfeurs américains Colin Whitbread & JJ Wessels ont glissé sur la même vague d'un mascaret pendant 30 minutes, lors d'un parcours de 2h au total (environ 30 km), grâce à l'assistance de 2 jetskis le 24 juillet 2013[10].
- la rivière Shubénacadie du côté de la Nouvelle-Écosse est également connue pour l'importance de son mascaret. Une importante flottille de Zodiacs amène les touristes faire du Tidal Bore Rafting.
- le lac Nitinat (en) sur l'île de Vancouver est souvent fréquenté par les amateurs de planche à voile pour son mascaret régulier[11].

En Alaska, un mascaret remonte la section du bras de mer Turnagain Arm du golfe de Cook à 20 km/h et atteint 1,5 m de hauteur.

### Amérique du Sud
Dans l'embouchure de l'Amazone se produit un mascaret, nommé localement Pororoca, là où la profondeur n’excède pas 7 m. La vague déferlante d'une hauteur de 1,5 à 4 m progresse à plus de 25 km/h. Ce mascaret est la raison pour laquelle l’Amazone ne possède pas de véritable delta ; l’océan emporte rapidement le vaste volume de vase drainée par l’Amazone, ce qui rend impossible la formation d’un delta.

### Asie
Le plus puissant mascaret du monde, sur des marnages de 9 m au maximum, (une vague jusqu'à 3 m de haut remontant la baie à 40 km/h) a lieu dans la baie de Hangzhou et concerne le fleuve Qiantang, au sud de Shanghai en Chine. Particulièrement dangereux, il a causé la mort de plusieurs personnes ces dernières années, en particulier des spectateurs imprudents venant contempler le phénomène.
En Malaisie, le mascaret de la rivière Lupar, dans la jungle de Bornéo, appelé localement benak.
En Indonésie, le mascaret du fleuve Kampar dans la province de Riau à Sumatra, appelé localement bono, atteint 2,5 m de haut et une vitesse de 10 nœuds soit près de 20 km/h.
En Birmanie, le mascaret du fleuve Sittang appelé localement lhaine lone.

### France
En Gironde, il est particulièrement visible sur :
- la Dordogne, un peu avant Libourne, à Saint-Pardon,
- la Garonne entre Langoiran et Podensac.

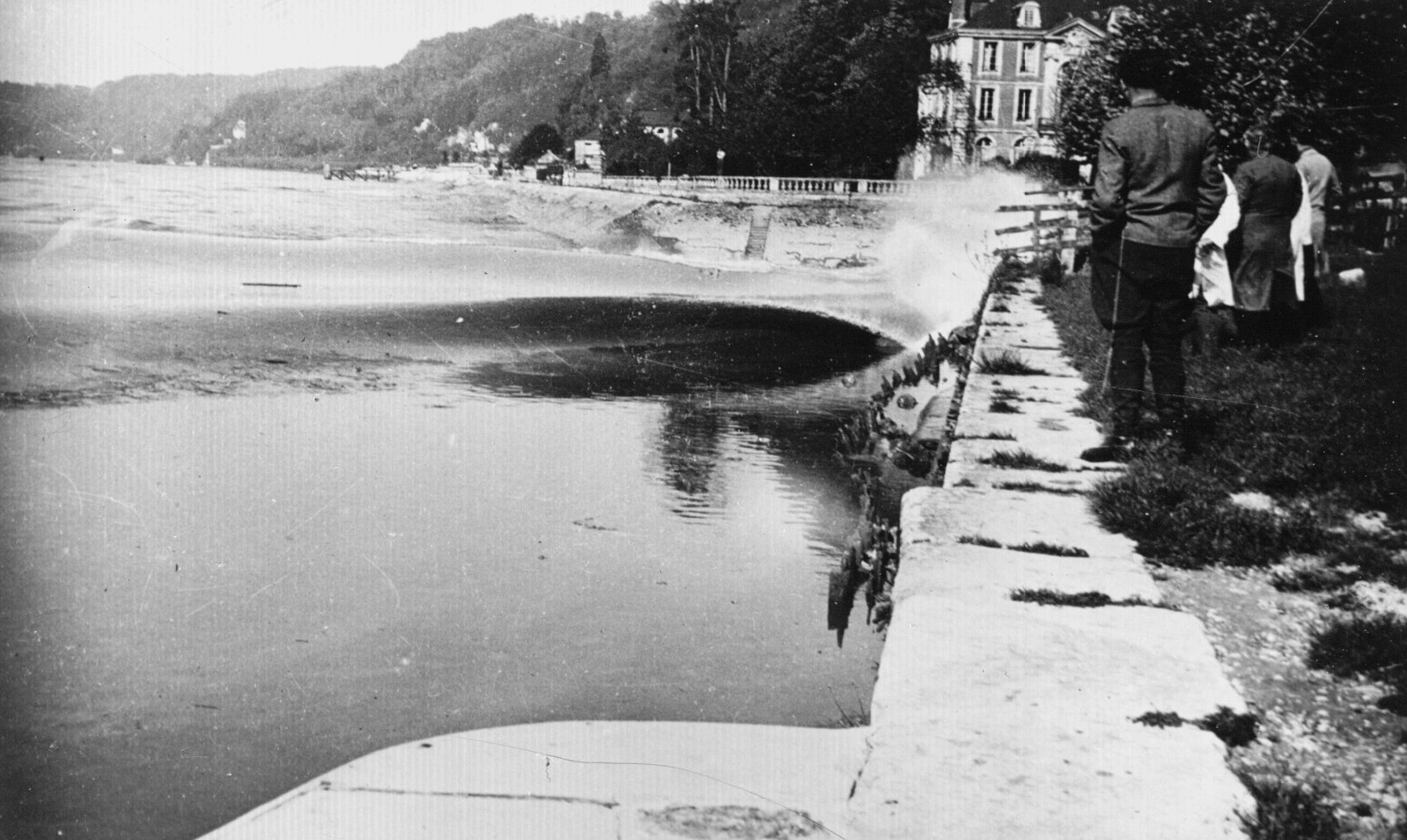
Mascaret sur la Seine (1920)

En basse Seine (Normandie) se produisait un puissant mascaret jusqu'aux années 1960. Le mascaret se produisait principalement à Caudebec-en-Caux. Il était appelé localement la barre et le lieu-dit qui surplombe la commune a pris le nom de Barre-y-va, altération de Barival, ainsi que sa chapelle de Barre-y-va. cf. le roman du même titre de Maurice Leblanc appelé La Barre-y-va. Ce terme est vraisemblablement issu du norrois bára « vague », tout comme l'anglais (tidal) bore. cf. islandais bára, même sens). Il était réputé et apprécié comme spectacle naturel, mais il a disparu à la suite des aménagements apportés au fleuve (dragage), endiguement et modification de l'estuaire, non sans avoir fait une dernière victime en 1961. Curieusement, le phénomène était aussi perceptible dans la Risle, affluent de la Seine, à Pont-Audemer.
En Normandie et en Bretagne, ce phénomène est visible dans la baie du Mont-Saint-Michel (appelé également « la barre ») lors de coefficients de marée supérieurs à 100 ; côté Normand, l'observation du phénomène est garantie à la Pointe du Grouin du Sud près de Vains et depuis le Mont-Saint-Michel ; et de moindre ampleur mais visible tout de même, posté sur le pont de Pontaubault lorsqu'il remonte dans la Sélune.
Dans les Côtes-d'Armor, au niveau de Lannion et du Léguer, la rivière qui traverse cette ville, le mascaret, extrêmement rare, ne se produit que pour des coefficients de marées supérieurs à 115. Toutefois le 13 février 2020 au matin un mascaret remonte le Léguer jusqu'au centre-ville, inondant le Quai d'Aiguillon situé le long de la rivière, et ce alors que le coefficient de marée n'est que de 101.
Un mascaret existe aussi dans la baie de Somme.

## Utilisation et dangerosité

### Généralités
Le mascaret permet à des surfeurs et kayakistes de se livrer à des concours de distance de parcours sur la vague. Il peut être un danger pour la navigation, particulièrement pour les péniches et les bacs qui ne sont pas conçus pour affronter les vagues, ainsi que pour les personnes qui se tiennent sur les berges, parfois pour le contempler les jours de grandes marées. Malgré les apparences le mascaret se révèle dangereux pour les surfeurs aussi. Il est conseillé de ne jamais surfer près du bord au risque d'être emporté sur les berges sur des dizaines de mètres sans pouvoir s’arrêter, au risque de se faire coincer sous un arbre ou un rocher. De plus, il est conseillé de toujours surveiller son bout (la corde raccordant le surfeur à sa planche) après avoir surfé la vague, la turbidité de l'eau pouvant dissimuler des arbres ou rochers capables de l'accrocher.
En baie de Fundy, sur la côte est canadienne, Colin Whitbread et J.J Wessels ont surfé sur le mascaret de la rivière Petitcodiac sur une distance de 29 km.

### Victimes
En basse Seine, principalement à Caudebec-en-Caux, le mascaret fit plusieurs victimes. Sa dernière victime fut une Havraise, Jacqueline Lebreton, née Jacqueline Gremont (1938-1961), emportée par la vague de Caudebec à l'âge de 23 ans, le 17 février 1961.

## Littérature
Une évocation du mascaret se trouve dans un des romans des aventures d'Arsène Lupin de Maurice Leblanc appelé La Barre-y-va, déplaçant en fait vers l'estuaire de la vallée de la Seine, le nom déjà existant de Barre-y-va, chapelle sur les hauteurs de Caudebec-en-Caux et ancien lieu de pèlerinage.
Dans le roman La Ronde des mensonges d'Elizabeth George, le mascaret de la Baie de Morecambe provoque le décès d'un des protagonistes.
Mascarets est le titre d'un recueil de nouvelles d'André Pieyre de Mandiargues (Éditions Gallimard, collection Le Chemin 1971) : « Et partout à la façon du mascaret, l'amour sort du futur avec un bruit de torrent et se jette dans le passé pour le laver de toutes les souillures de l'existence ».
Des récits de tradition orale évoquent le mascaret, comme celui qu'a recueilli en Gironde, en 1970, le linguiste Jacques Boisgontier. Selon ce petit mythe d'origine, le mascaret ne s'arrête à Lavagnac que depuis que la Sainte-Vierge, qui lavait les langes de l'Enfant Jésus, l'a arrêté d'un coup de battoir.
Mascaret, l'onde lunaire, Éditions YEP (2014) de Antony Colas.
Dans le roman Au bord de l'eau, le bonze Sagesse-profonde se laisse surprendre en pleine-nuit par le mascaret du Zhejiang (du fleuve Qiantang) et prend tout bonnement son bruit « pour des roulements de gros tambours de guerre, et se dit que les bandits repassaient à l'attaque ! ».
Dans ses Poèmes à Lou, Guillaume Apollinaire évoque le mascaret qui survient à l'embouchure de l'Amazone, le Pororoca : "Vagues du Proroca l'immense mascaret" ("Pressentiment d'Amérique", LXXI)

#### Documentaires et vidéos
- « Océans, les derniers mystères de la Lune » (1h48), réalisé en 2017 par Philippe Lespinasse, produit par Jean-Luc Millan et Grand Angle Prod. (consulté le 2 janvier 2018)
- Mascaret sur la Qiantang (Chine) en septembre 2000 ayant fait plusieurs victimes.
- Mascaret à Moncton, Nouveau Brunswick, Canada.